# 北海道熱供給公社
株式会社北海道熱供給公社（ほっかいどうねつきょうきゅうこうしゃ）は、北海道札幌市内において地域熱供給事業を行う企業である。

## 沿革
昭和30 - 40年代の札幌は、各建物から排出される暖房用熱源の煤煙による大気汚染が深刻化していた。1966年に、札幌オリンピックの開催（1972年実施）が決定すると、北海道初の地域熱供給が導入されることとなった。1968年12月23日に札幌市、北海道東北開発公庫、北海道及び民間企業の出資により北海道熱供給公社を設立。札幌駅の北東側の北7条東2丁目に中央エネルギーセンターを建設し、1971年10月1日より札幌都心地区で暖房・給湯用の高温水の供給を開始した。日本における地域熱供給は1970年の日本万国博覧会が最初であり、北海道熱供給公社は、同じく1971年に供給開始した新宿新都心地区とともに、早い時期から事業が行われた例である。熱供給事業法は、この翌年の1972年に成立・施行された。1974年度冬季の硫黄酸化物濃度は対1970年度比51%減、降下煤塵は同時期の比較で35%減と、一般ボイラの燃料規制と合わせて大気汚染防止に効果を表した。1972年12月10日には、札幌市東区の新興住宅地の光星地区で仮ボイラによる高温水の供給を開始。1975年2月には本設ボイラからの供給に移行している。
1999年4月14日には、札幌駅南口の再開発地区において2003年をめどに地域熱供給及び電力事業を行うべく、北海道ガスなどの出資により札幌駅南口エネルギー供給株式会社が設立されたが、札幌市の行財政改革などの理由により、2001年に北海道熱供給公社に吸収合併された。プラントは予定通り2003年2月1日に稼働を開始している。

## 供給区域
都心部
中央・札幌駅南口・道庁南・赤れんが前の各エネルギーセンターより、札幌市中央区の、JR札幌駅・創成川・南1条通・西7丁目通に囲まれた範囲の主要オフィスビル等および札幌中央郵便局・JR札幌病院・北海道大学植物園に高温水（一部施設には、これに加え温水、冷水、電力）を供給する。
供給区域は約106ヘクタールで、日本の地域熱供給の中では大規模である。
光星地区
光星エネルギーセンターより、札幌市東区北10 - 12条東7 - 9丁目および北9条東7丁目の光星団地、道営住宅など住宅1,803戸や東区役所に高温水を供給する。

## エネルギーセンター

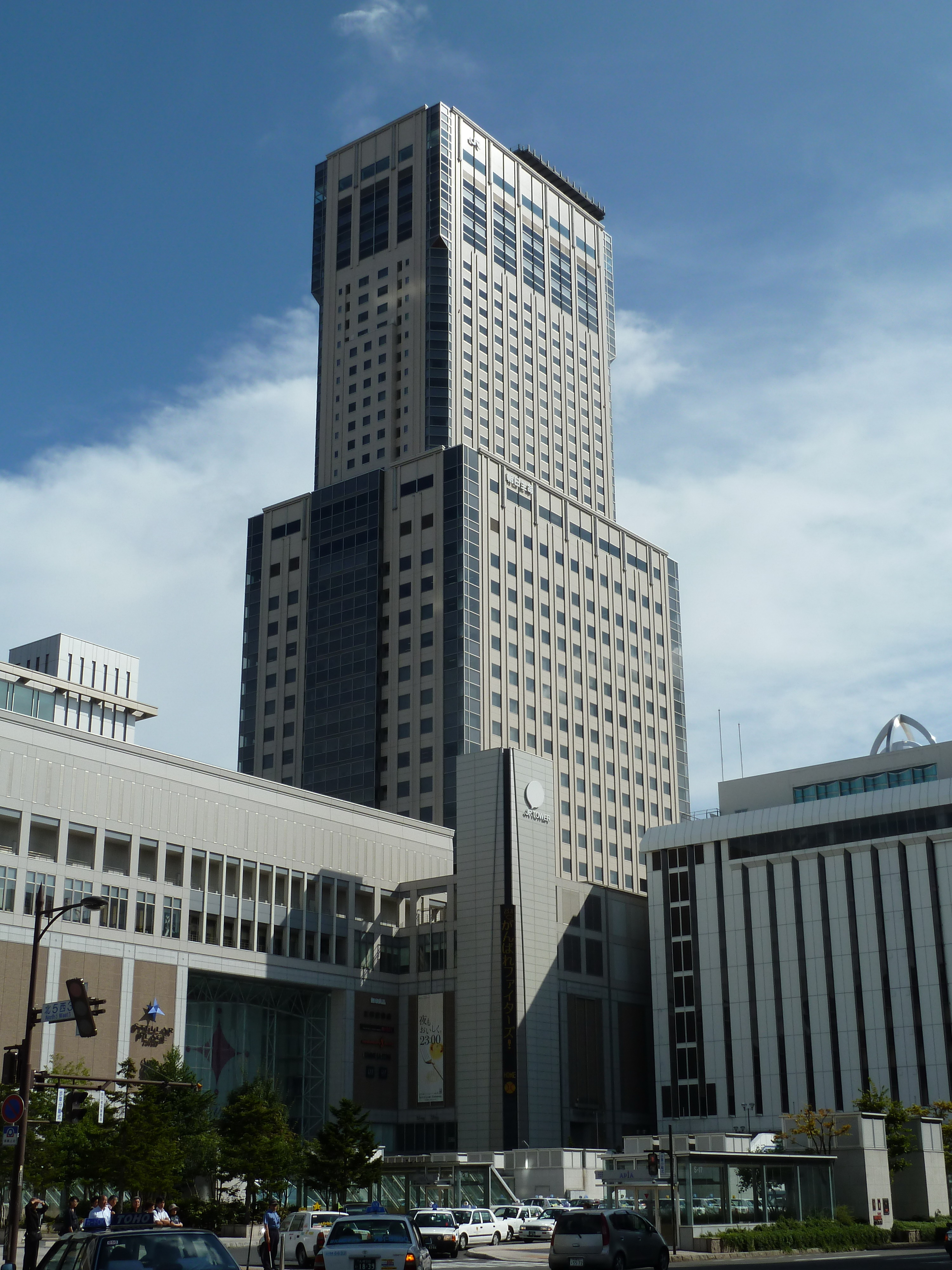
JRタワーの地下3階のプラントから、同ビルで使用する電力や高温水などを供給する

中央エネルギーセンター
札幌市東区北7条東2丁目1番20号（北緯43度4分14.2秒 東経141度21分27.4秒 / 北緯43.070611度 東経141.357611度）
1971年10月1日操業開始。都市ガス焚ボイラー（167GJ/H）2基、灯油焚ボイラー（167GJ/H）1基、木質系燃料焚ボイラー（113GJ/H）1基を備える。当初は灯油と石炭を燃料とし、1990年にRDFを燃料とするボイラーを導入したが、供給側の事情により継続した仕様が困難になった。これに代わり、2005年度より建築廃材や林地残材を主体とした木質バイオマスの実証実験を開始した。2008年度末で石炭の使用を終了し、翌年度より天然ガスの導入と、木質バイオマスの本格利用を開始した。煙突の高さは約90m。都市再生緊急整備地域および特定都市再生緊急整備地域に指定され、老朽化した施設の再整備が検討されている。
札幌駅南口エネルギーセンター
札幌市中央区北5条西2丁目5番地 JRタワー地下3階（北緯43度4分5.23秒 東経141度21分8.5秒 / 北緯43.0681194度 東経141.352361度）
2003年2月1日操業開始。プラントはJRタワーの地下3階にあり、4335kwのガスタービン発電機でJRタワーへ電力を供給する。その際生じる排熱からは排熱ボイラにより暖房・給湯用の蒸気や高温水、融雪用の温水が供給され、吸収式冷凍機により冷房用の冷水がつくられる。需要に応じ、蒸気ボイラによる蒸気や深夜電力を利用したターボ冷凍機による冷水が併用される。OA機器を使用する事業所では冬季でも冷房需要があり、外気を活用した「フリークーリングシステム」が採用された。これらの取り組みが評価され、2003年度第8回新エネルギー大賞資源エネルギー庁長官賞を受賞している。
道庁南エネルギーセンター
札幌市中央区北1条西6丁目1番2 アーバンネット札幌ビル地下1階（北緯43度3分42.6秒 東経141度20分51.7秒 / 北緯43.061833度 東経141.347694度）
2004年11月1日操業開始。NTT東日本北海道支社の建替により、同ビルの地下1階に635kwのガスエンジン発電機2基、2T/hの貫流ボイラ8基、615RTの蒸気吸収冷凍機2期などを備える。同ビルに電力・冷水・温水・融雪用温水を供給するほか、札幌ガーデンパレスに冷水・蒸気、斗南病院に蒸気、日本銀行札幌支店に冷水・温水、北洋大通センターに冷水を供給する。
赤れんが前エネルギーセンター
札幌市中央区北2条西4丁目1番地 札幌三井JPビルディング地下3階（北緯43度3分50秒 東経141度21分2秒 / 北緯43.06389度 東経141.35056度）
2014年8月1日操業開始。札幌三井JPビルディングに電力・蒸気・冷水・温水・融雪用温水を供給するほか、札幌駅前通地下歩行空間に併設された導管ピットを通じ、札幌駅前通沿道のビルに冷水を供給する。
光星エネルギーセンター
札幌市東区北11条東9丁目1番28号（北緯43度4分34.4秒 東経141度21分59.7秒 / 北緯43.076222度 東経141.366583度）
1972年12月10日に仮設ボイラで操業を開始し、1975年2月3日に本設ボイラに切り替えられた。ガス焚・灯油焚、いずれも33GJ/hのボイラ各1基を備え、住宅や店舗、区役所などに冬季160℃、夏季140℃の高温水を供給する。
創世エネルギーセンター
札幌市中央区北1条西1丁目6番地さっぽろ創世スクエア地下4階（北緯43度3分47秒 東経141度21分20秒 / 北緯43.06306度 東経141.35556度）
2018年4月1日に供給開始。700kwのガスエンジン発電機2基、2.5T/hの貫流ボイラ8基、500RT蒸気吸収冷凍機1機、1,470㎥冷水蓄熱槽2槽などを備える。さっぽろ創世スクエアに冷熱・温熱・電力の供給を行っているほか、札幌市役所本庁舎へ西2丁目地下歩道を通じて冷温熱を供給している。
このほか、東急百貨店札幌店エネルギーセンターでも温熱・冷熱・電力の販売を行っている。

## 出資比率
2015年3月末時点での出資比率は下記のとおりである。
- 北海道ガス - 4,750,500株（78.51%)
- 札幌市 - 1,200,000株（19.83%）
- 北海道 - 100,000株（1.66%）

日本コークス工業（16,000株）は2014年5月23日に、北洋銀行（149,500株）・北海道エナジティック（69,200株）・住石マテリアルズ（62,800株）・北海道銀行（62,500株）・北海道電力（40,000株）・三菱マテリアル（24,000株）・三井住友信託銀行（22,500株）・札幌商工会議所（8,000株）・太平洋興発（6,000株）・岩田地崎建設（6,000株）・鹿島建設（6,000株）は2015年3月31日に、いずれも全株を北海道ガスに売却している。札幌市は、2007年に株式の一部を売却し、出資比率を20%未満に引き下げている。